# Witold Szeremeta

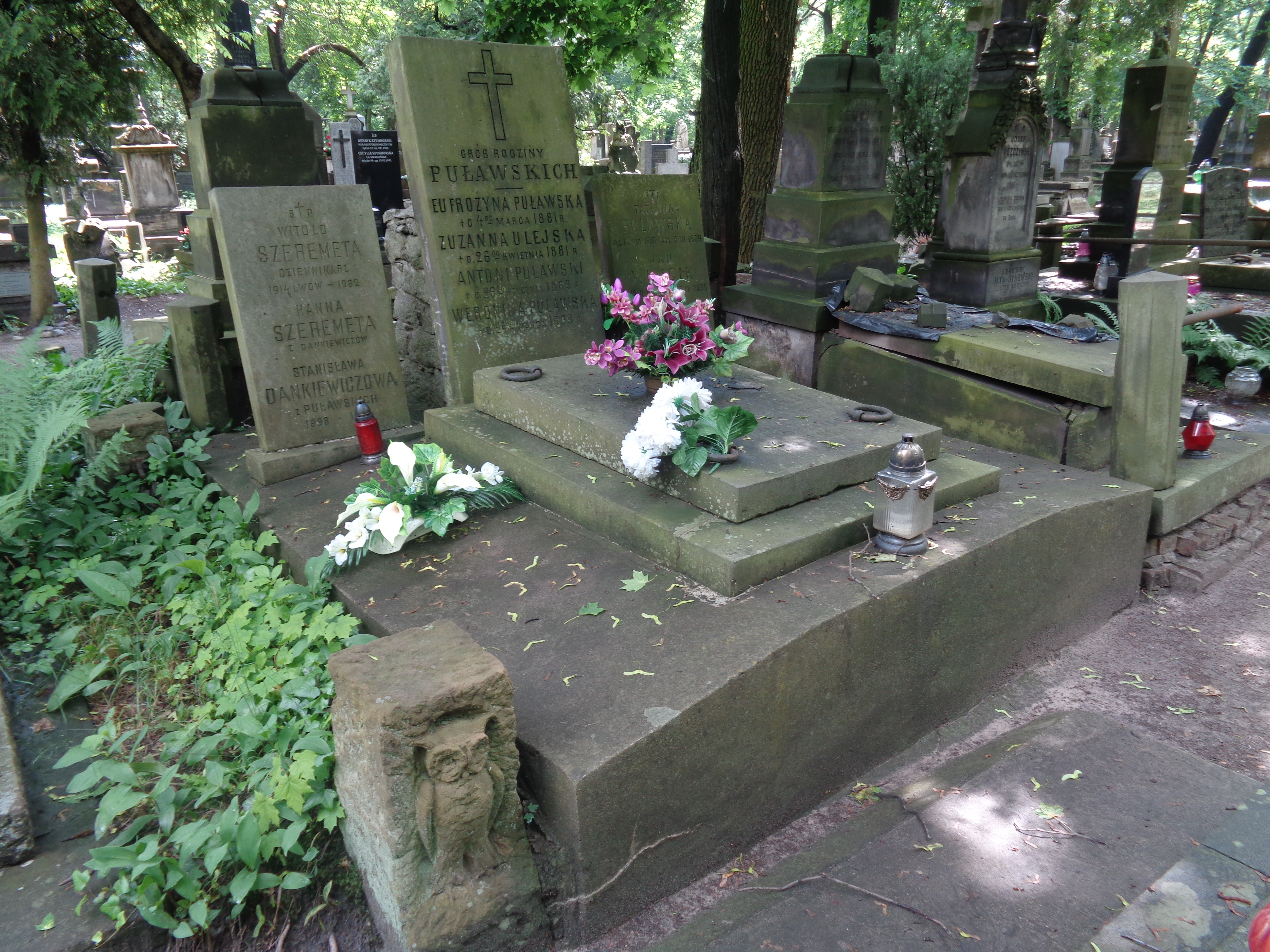
Grób Witolda Szeremety na cmentarzu Powązkowskim

Witold Antoni Szeremeta (ur. 8 lutego 1914 we Lwowie, zm. 20 listopada 1982 w Warszawie) – polski dziennikarz i działacz sportowy.

## Życiorys
Był absolwentem Liceum im. Joachima Lelewela w Warszawie. Studiował prawo na Uniwersytecie Warszawskim oraz w Szkole Nauk Politycznych w Warszawie, ale studiów nie ukończył. W młodości był zawodnikiem warszawskiego AZS, m.in. członkiem drużyny piłki ręcznej, koszykówki i siatkówki. Od 1937 był działaczem Polskiego Związku Piłki Ręcznej (który zrzeszał również kluby koszykarskie), w którym pełnił funkcję przewodniczącego Wydziału Spraw Sędziowskich oraz warszawskiego AZS. W 1939 został sędzią międzynarodowym FIBA. 
Po II wojnie światowej pracował jako dziennikarz, w latach 1946-1948 jako kierownik działu sportowego warszawskiego Wieczoru, w latach 1949-1970 jako sekretarz redakcji Przeglądu Sportowego, w latach 1971-1973 jako sekretarz Naczelnej Redakcji Miesięczników Sportowych, w latach 1973-1978 jako sekretarz redakcji Piłki Nożnej. Równocześnie był w dalszym ciągu działaczem koszykarskim, m.in. członkiem zarządu Polskiego Związku Koszykówki, w którym był m.in. przewodniczącym Komisji Wydawnictw i Propagandy oraz przewodniczącym Kolegium Sędziów, do 1957 sędzią międzynarodowym, następnie honorowym sędzią FIBA i członkiem komisji egzaminacyjnej FIBA dla sędziów międzynarodowych. W Międzynarodowym Stowarzyszeniu Prasy Sportowej (AIPS) był członkiem Komisji Koszykówki. 
Był odznaczony Krzyżem Kawalerskim Orderu Odrodzenia Polski.
Pochowany na cmentarzu Powązkowskim (kwatera 46-2-12/13).